# Désiré (film, 1937)
Pour les articles homonymes, voir Désiré.
Pour plus de détails, voir Fiche technique et Distribution.
Désiré est un film français écrit et réalisé par Sacha Guitry, sorti en 1937.
Il s'agit de l'adaptation de la pièce de théâtre éponyme de Sacha Guitry, créée à Paris, au théâtre Édouard VII, le 27 avril 1927.

## Synopsis
Odette Cléry engage un valet de chambre impeccable et très stylé, Désiré. La nuit, Désiré et Madame Cléry rêvent l'un de l'autre : situation embarrassante et inavouable. Seulement voilà, ils rêvent tout haut !

## Fiche technique
- Titre : Désiré
- Réalisateur : Sacha Guitry
- Assistant-réalisateur : Gilles Grangier et Guy Lacourt
- Scénario : Sacha Guitry
- Photographie : Jean Bachelet
- Montage : Myriam Borsoutsky
- Musique originale : Adolphe Borchard
- Décors : Jean Perrier
- Son : Norbert Gernolle
- Producteur : Serge Sandberg
- Société de production : Cinéas
- Pays de production :  France
- Format : Noir et blanc — 35 mm — 1,37:1 — Son : Mono (Western Electric Noiseless Recording)
- Genre : Comédie
- Durée : 92 minutes (1 h 32)
- Date de sortie : 
  - France : 3 décembre 1937
- Affiche : René Péron (France)

## Distribution
- Sacha Guitry : Désiré, le valet de chambre
- Jacqueline Delubac : Odette Cléry, la patronne
- Arletty : Madeleine, la femme de chambre
- Jacques Baumer : Félix Montignac, ministre des PTT
- Pauline Carton : Adèle, la cuisinière
- Saturnin Fabre : Adrien Corniche
- Alys Delonce : Madame Corniche
- Geneviève Vix : la comtesse Diepchinska

## Guitry surDésiré
« S'il me fallait résumer Désiré en quelque lignes et d'un seul trait, je dirais que c'est l'histoire d'un homme dont le physique, l'assurance et la profession, précisément héréditaire, ne sont pas tout à fait en accord avec ses goûts et sa mentalité. Fils, petit-fils, arrière-petit-fils de domestique, il éprouve à obéir une véritable volupté - et d'ailleurs il le dit lui-même : « servir, c'est quelque chose de merveilleux. C'est avoir le droit d'être sans volonté... » Mais, hélas! Toute médaille a son revers et il n'a de goût réel que pour ses patronnes - et ce serait le drame de sa vie si je n'avais pas préféré en faire une comédie qui parfois est une comédie bouffe. »

— Sacha Guitry, Paris Soir, 21 novembre 1937